# Zračna luka Daniel Oduber Quiros
Međunarodna zračna luka Daniel Oduber Quirós (španjolski: Aeropuerto Internacional Daniel Oduber Quirós) (IATA: LIR, ICAO: MRLB), također znana i kao Međunarodna zračna luka Liberia, međunarodna je zračna luka koja se nalazi u Liberiji, Kostarika. Služi kao turističko čvorište za one koji posjećuju pacifičku obalu i zapadnu Kostariku. Zračna luka se smatra "vratima" kostarikanske rivijere, koja se često naziva Zlatna obala. Zračna luka dobila je ime po Danielu Oduberi Quirósu, predsjedniku Kostarike od 1974. to 1978.

## Vanjske poveznice
- Međunarodna zračna luka Daniel Oduber Quirós  Arhivirana inačica izvorne stranice od 18. ožujka 2012. (Wayback Machine)